# Salitas FC
Salimata et Taséré FC znany jako Salitas FC – burkiński klub piłkarski grający w pierwszej lidze burkińskiej, mający siedzibę w mieście Wagadugu.

## Sukcesy
- Puchar Burkiny Faso[1]:
  - zwycięstwo (1): 2018

## Występy w afrykańskich pucharach
| Sezon     | Rozgrywki           | Runda   | Kraj    | Klub                     | Dom | Wyjazd | Dwumecz      |
| --------- | ------------------- | ------- | ------- | ------------------------ | --- | ------ | ------------ |
| 2018/2019 | Puchar Konfederacji | wstępna | Gwinea  | Wakriya AC               | 2–0 | 1–3    | 3–3          |
| 2018/2019 | Puchar Konfederacji | 1       | Egipt   | Al-Masry Port Said       | 0–0 | 2–0    | 2–0          |
| 2018/2019 | Puchar Konfederacji | playoff | Libia   | Al-Nasr Bengazi          | 3–1 | 0–1    | 3–2          |
| 2018/2019 | Puchar Konfederacji | gr. B   | Nigeria | Enugu Rangers            | 1–1 | 0–2    | 1–3          |
| 2018/2019 | Puchar Konfederacji | gr. B   | Tunezja | Étoile Sportive du Sahel | 0–0 | 0–1    | 0–1          |
| 2018/2019 | Puchar Konfederacji | gr. B   | Tunezja | Club Sportif Sfaxien     | 0–0 | 0–0    | 0–0          |
| 2019/2020 | Puchar Konfederacji | 1       | Benin   | ESAE FC                  | 0–0 | 0–0    | 0–0 (k. 2–3) |
| 2020/2021 | Puchar Konfederacji | wstępna | Ghana   | Ashanti Gold SC          | 2–1 | 0–0    | 2–1          |
| 2020/2021 | Puchar Konfederacji | 1       | Sudan   | Alamal SC Atbara         | 2–0 | 1–0    | 3–0          |
| 2020/2021 | Puchar Konfederacji | playoff | Gabon   | AS Bouenguidi            | 3–1 | 0–1    | 3–2          |
| 2020/2021 | Puchar Konfederacji | gr. C   | Tunezja | Club Sportif Sfaxien     | 0–2 | 0–1    | 0–3          |
| 2020/2021 | Puchar Konfederacji | gr. C   | Tunezja | Étoile Sportive du Sahel | 1–0 | 1–2    | 2–2          |
| 2020/2021 | Puchar Konfederacji | gr. C   | Senegal | ASC Diaraf               | 0–1 | 0–2    | 0–3          |

## Stadion
Domowe mecze klub rozgrywa na stadionie o nazwie Stadion 4 Sierpnia w Wagadugu, który może pomieścić 60000 widzów.

## Reprezentanci kraju grający w klubie
Stan na kwiecień 2023.
| - Cédric Badolo - Mohamed Baïlou - Wend-Panga Bambara - Hassane Bandé - Ismaël Bandé - Aboubacar Barro - Bagbéma Barro - Hassami Barry - Michel Batiébo - Joffrey Bazié - Trova Boni - Mody Cissé - Oumar Compaoré - Ernest Congo - Rachid Coulibaly - Hugues-Wilfried Dah - Daouda Diakité - Michaïlou Dramé - Emmanuel Gora - Sami Hien - Omar Kaboré - Ismaël Karambiri - Souleymane Koanda - Nathanio Kompaoré - Cyrille Kpan - Ismaël Lingani - Jean-Noël Lingani - Ridouanou Maiga | - Ousmane Nana - Hermann Nikièma - Abou Ouattara - Maxime Ouattara - Aziz Ouédraogo - Fayçal Ouédraogo - Issiaka Ouédraogo - Souleyman Sakandé - Dramane Salou - Gustavo Sangaré - Aliassou Sanou - Adama Sawadogo - Fabrice Gustave Sawadogo - Hamed Sawadogo - Ilasse Sawadogo - Issouf Sosso - Sydney Mohamed Sylla - Edmond Tapsoba - Elisée To - Aboubacar Sidiki Traoré - Oula Abass Traoré - Séverin Traoré - Ismaël Zagrè - Moïse Zongo - Chérif-Dine Akakpo - Komi-Foovi Aguidi - Salif Bagaté - Raoul Yao Konan |